# 天野郁夫
天野 郁夫（あまの いくお、1936年1月7日 - ）は、日本の社会学者・教育学者。専門は教育社会学。東京大学名誉教授。元日本学術会議会員。元日本教育社会学会会長。元日本高等教育学会会長（初代）。2004年から2010年まで神戸大学経営協議会学外委員、2006年から2012年まで一橋大学経営協議会学外委員。横浜国立大学経営協議会委員、京都大学外部評価委員、九州大学外部評価委員等も歴任した。日本の高等教育の構造分析、歴史社会学的分析で知られる。

## 人物
神奈川県足柄下郡真鶴町の魚屋の父、助産婦の母の下に、5人兄弟の次男として生まれる。1958年一橋大学経済学部卒業後富士通に約1年勤務。1959年同社を退職、高校教師を志し東京大学教育学部3年に編入し清水義弘に師事。菊池城司（大阪大学名誉教授）は東京大学の同期。
教育制度・教育政策などが日本社会にとって持つ意味などを研究。『試験の社会史』でサントリー学芸賞を受賞。社会学者の天野正子（お茶の水女子大学名誉教授）は妻。政治学者の天野拓（熊本県立大学准教授）は長男。

## 学歴
- 1948年 相洋中学校入学
- 1951年 神奈川県立小田原高等学校入学[1]
- 1958年 一橋大学経済学部（山中篤太郎ゼミ）卒業[1]
- 1961年 東京大学教育学部教育学科教育社会学コース卒業[1]
- 1963年 東京大学大学院人文科学研究科修士課程修了
- 1966年 東京大学大学院教育学研究科博士課程単位取得退学
- 1990年9月 教育学博士（東京大学）の学位取得　論文の題は「近代日本高等教育研究」[4]。

## 職歴
- 1958年 富士通信機製造株式会社（現富士通株式会社）勤務（1959年まで）
- 1966年 国立教育研究所教育計画研究室研究員
- 1971年 名古屋大学教育学部助教授（比較教育学担当）
- 1979年 東京大学教育学部教育社会学研究室助教授
- 1984年 東京大学教育学部教授（94年 - 95年 教育学部長・大学院教育学研究科長）
- 1996年 東京大学定年退官、東京大学名誉教授
- 1996年 国立学校財務センター研究部教授
- 2000年 国立学校財務センター研究部長
- 2004年 独立行政法人国立大学財務・経営センター研究部長（2006年まで）

## 社会的活動
- 文部科学省国立大学法人評価委員会第1期専門委員（国立大学法人分科会分属）

## 主な単著
- 『試験の社会史　近代日本の試験・教育・社会』（1983年、東京大学出版会→2007年、増補版 平凡社ライブラリー）
- 『高等教育の日本的構造』（1986年、玉川大学出版部）
- 『大学　試練の時代』（1988年、東京大学出版会）
- 『近代日本高等教育研究』（1989年、玉川大学出版部）
- 『学歴の社会史　教育と日本の近代』（1992年、新潮選書→2005年、平凡社ライブラリー）
- 『大学　変革の時代』（1994年、東京大学出版会）
- 『日本の教育システム』（1996年、東京大学出版会）
- 『教育と近代化　日本の経験』（1997年、玉川大学出版部）
- 『大学に教育革命を』（1997年、東信堂）
- 『大学　挑戦の時代』（1999年、東京大学出版会）
- 『大学改革のゆくえ』（2001年、玉川大学出版部）
- 『日本の高等教育システム』（2003年、東京大学出版会）
- 『教育と選抜の社会史』（2006年、ちくま学芸文庫）
- 『国立大学・法人化の行方　自立と格差のはざまで』（2008年、東信堂）
- 『大学の誕生 上　帝国大学の時代』（2009年5月、中公新書）
- 『大学の誕生 下　大学への挑戦』（2009年6月、中公新書）
- The Origins of Japanese Credentialism (Melbourne: Trans Pacific Press, 2011)
- 『高等教育の時代 上　戦間期日本の大学』（2013年3月、中公叢書）
- 『高等教育の時代 下　大衆化大学の原像』（2013年3月、中公叢書）
- 『新制大学の誕生　上　大衆高等教育への道』（2016年7月、名古屋大学出版会）
- 『新制大学の誕生　下　大衆高等教育への道』（2016年7月、名古屋大学出版会）
- 『帝国大学　近代日本のエリート育成装置』（2017年3月、中公新書）
- 『新制大学の時代　日本的高等教育像の模索』（2019年7月、名古屋大学出版会）

## 受賞
- サントリー学芸賞（『試験の社会史』）、1984年

## 学会活動等
- 1997年 日本教育社会学会理事
- 1997年 日本高等教育学会理事（-2001年）

## 参考
- 『人事興信録』1995年